# Маклейн, Джим
Джеймс Юйл Маклейн (англ. James Yuille McLean 21 апреля 1937, Ларкхол — 26 декабря 2020, Данди) — шотландский футболист и футбольный тренер.

## Биография

### Игровая карьера
Маклейн начал игровую карьеру в «Гамильтон Академикал», в котором отыграл пять сезонов, сыграв за эту команду 129 матчей и забив 57 голов.
В 1960 году Маклейн перешёл в «Клайд», в котором играл в течение пяти сезонов, сыграв более 100 матчей в чемпионате Шотландии. В 1965 году стал игроком «Данди», в котором отыграл три сезона.
Последним клубом в карьере для него стал «Килмарнок», в котором он отыграл два сезона и завершил карьеру.

### Тренерская карьера
Он руководил «Данди Юнайтед» с 1971 по 1993 год, став самым продолжительным и успешным тренером в истории клуба, выиграв чемпионский титул 1983 года и два Кубка Шотландской лиги 1979 и 1980 года. При Маклейне клуб проиграл еще восемь финалов внутренних кубков.
Он стал директором «Данди Юнайтед» в 1984 году и занимал пост председателя с 1988 по 2000 год, когда он ушел в отставку после нападения на журналиста. Его участие в жизни клуба окончательно завершилось в 2002 году, когда он продал свой контрольный пакет акций.

### Смерть
Скончался 26 декабря 2020 года в Данди в возрасте 83 лет.